# Nuestro camino / Me volverás a encontrar
Nuestro camino / Me volverás a encontrar es un sencillo de la banda chilena Tiemponuevo, lanzado en 1971 bajo el sello DICAP y perteneciente al álbum Ahora es Tiemponuevo, lanzado ese mismo año por la misma casa discográfica.

## Lista de canciones
| Lado A |                  |                  |          |  |
| N.º    | Título           | Música           | Duración |  |
| 1.     | «Nuestro camino» | Marcos Velásquez | 4:06     |  |

| Lado B |                           |                |          |  |
| N.º    | Título                    | Música         | Duración |  |
| 2.     | «Me volverás a encontrar» | Roberto Rivera | 2:58     |  |
| 7:04   |                           |                |          |  |